# Ridho Rahmadi
Ridho Rahmadi (sinh ngày 13 tháng 4 năm 1985) là một chính trị gia, nhà khoa học máy tính và nhà giáo dục người Indonesia, anh hiện giữ chức chủ tịch Đảng Ummat từ khi thành lập vào năm 2021. Rahmadi là con rể của người sáng lập đảng Amien Rais.

## Đầu đời và học vấn
Rahmadi sinh ngày 13 tháng 4 năm 1985 tại Yogyakarta. Anh đạt bằng cử nhân về truyền thông từ Đại học Hồi giáo Indonesia (UII) vào năm 2007, trước khi học tại Đại học Johannes Kepler, Linz (tốt nghiệp năm 2012) và tại Đại học Kỹ thuật Séc với tấm bằng thạc sĩ. Sau đó anh đạt học vị tiến sĩ từ Đại học Radboud ở Nijmegen, Hà Lan vào năm 2019, Rahmadi bắt đầu lập trình vào năm 2013. Trong lúc học tiến sĩ, anh là nhà nghiên cứu thỉnh giảng tại Đại học Carnegie Mellon trong vài tháng vào năm 2017. Nghiên cứu trọng tâm của Rahmadi là về trí tuệ nhân tạo, cùng luận án tiến sĩ mang tên Finding stable causal structures from clinical data.

## Sự nghiệp
Rahmadi ban đầu giảng dạy tại UII từ năm 2009. Năm 2018, anh thành lập Trung tâm Khoa học Dữ liệu tại UII.
Vào ngày 29 tháng 4 năm 2021, khi Đảng Ummat thành lập anh được bổ nhiệm giữ chức chủ tịch ở tuổi 36. Vì việc bổ nhiệm này, Rahmadi đã từ chức giảng viên tại UII. Rahmadi là con rể của người sáng lập đảng Amien Rais. Theo Rahmadi chia sẻ trong một cuộc phỏng vấn năm 2022, anh đã giúp thành lập đầu cuối công nghệ của đảng trong thời gian nghỉ phép lúc học ở nước ngoài, phát triển các ứng dụng thăm dò ý kiến và khảo sát. Không lâu trước tuyên bố chính thức của đảng Ummat, khi chủ tịch đảng vẫn chưa được xác định, Rahmadi cho biết mình được đề nghị giữ chức chủ tịch mà không đàm phán trước và anh chấp nhận chức vụ này. Bài phát biểu đầu tiên của Rahmadi sau khi được bổ nhiệm chức chủ tịch đảng là kêu gọi vốn đầu tư quốc gia vào công nghệ thông tin và trí tuệ nhân tạo. Rahmadi là người trẻ nhất trong số những nhà lãnh đạo thuộc các đảng chính trị tham gia cuộc tổng tuyển cử Indonesia năm 2024.

## Gia đình
Rahmadi kết hôn với Tasniem Fauzia Rais, con gái của Amien Rais. Rahmadi và Tasniem cùng học một trường trung học cơ sở tại Yogyakarta, khi Rahmadi học trước Tasniem. Đến năm 2016, họ có hai người con.